# Прокофьева, Софья Леонидовна
Софья Леонидовна Прокофьева (урождённая Фейнберг; 14 мая 1928, Москва — 7 мая 2025) — советская и российская детская писательница, поэтесса, переводчик, драматург, сценаристка.

## Биография
Родилась 14 мая 1928 года в Москве в семье художника Л. Е. Фейнберга, племянница пианиста и композитора С. Е. Фейнберга.
В 1955 году окончила художественный институт им. Сурикова. Работала художником-иллюстратором.
Скончалась 7 мая 2025 года на 97-м году жизни. Похоронена на Головинском кладбище.

### Семья
- Брат — Сергей Северцев (1924—1991), поэт, драматург и переводчик.
- Первый муж — Олег Сергеевич Прокофьев (1928—1998), художник, скульптор, сын композитора С. С. Прокофьева.
  - Сын — Сергей Олегович Прокофьев (1954—2014), российский и швейцарский антропософ.
- Второй муж — Виктор Викторович Белый (1928—1998), учёный, сын композитора В. А. Белого.
  - Дочь — Мария Викторовна Коровина (род. 1962), доктор физико-математических наук[6].

## Творческая деятельность
С юности писала стихи, была поддержана Б. Пастернаком, но почти не печаталась как поэт; единственная книга с её поэзией («Античный цикл и другие стихотворения») вышла в 2000 году.
Первая книга для детей «Кто лучше?» опубликована в 1957 году в издательстве «Детгиз».
Автор множества сказок и волшебных историй для малышей и школьников. Большинство её произведений написано в жанре «повесть-сказка».
Мотив большинства сказочных произведений Прокофьевой — большая борьба добра со злом. По объёму произведения Прокофьевой не более 5-6 печатных листов, потому что она заранее представляет структуру будущего произведения.
Член Союза писателей СССР с 1965 года.
В 1970 году на экраны вышел фильм «Приключения жёлтого чемоданчика», снятый по одноимённой повести С. Прокофьевой 1966 года.
Широко известен большой сказочный цикл повестей «Повелитель волшебных ключей» — пять повестей про волшебника Алёшу и кота Ваську: «Ученик волшебника», «Глазастик и хрустальный ключ», «Остров капитанов», «Астрель и хранитель леса», «Принцесса Уэнни» (переработка, первоначально в цикл не входила).
В 2012 году в издательстве «Астрель» вышел первый «взрослый» роман Прокофьевой «Кольцо призрака», созданный в жанре любовно-мистического фэнтази. В 2014 году появился совместный с Олегом Поповичем роман «Прайд», написанный в сходном стиле.

## Книги

### Цикл повестей: «Повелитель волшебных ключей»
- «Ученик волшебника» (1957)
- «Остров Капитанов» (также «Капитан Тин-Тиныч», 1977)
- «Девочка по имени Глазастик» (также «Глазастик и хрустальный ключ» или «Глазастик и ключ-невидимка», 1985)
- «Астрель и Хранитель Леса» (также «Астрель, принцесса Сумерки», 1989)
- «Принцесса Уэнни» (также «Маленькая принцесса» или «Уэнни и серая нитка», 1992)

### Цикл повестей: «Приключения жёлтого чемоданчика»
- «Зелёная пилюля» (1964, позже переработана в «Приключения жёлтого чемоданчика»)
- «Приключения жёлтого чемоданчика» (1966)
- «Новые приключения жёлтого чемоданчика» (также «Приключения жёлтого чемоданчика — 2, или Волшебная пилюля», 2000)

### Цикл рассказов: «Машины сказки»
- Машины сказки (1966), первое издание включает сказочные рассказы:

- «Маша и Ойка»
- «Когда можно плакать?»
- «Сказка о высунутом язычке»

- «Сказка о невоспитанном мышонке»
- «Сказка о мокрых штанишках»
- «Сказка о первых ягодах»
- «Сказка о грубом слове „уходи“»
- «Сказка о том, как зайцы испугали Серого Волка»

- «Сказка о самом большом друге» (также «Самый большой друг», 1967)
- «Часы с кукушкой» (1975)
- «Машины сказки» (1990)
- сборник «Маша и Ойка: забавные, необыкновенные, страшные, смешные истории для маленьких девочек и мальчиков» (2008)

### Цикл повестей о Белоснежке
- «Белоснежка и принц» (также «Белоснежка и принц Теодор», 1997)
- «Белоснежка в заколдованном замке» (1998)
- «Белоснежка и Живая вода» (1998)
- «Белоснежка в подводном царстве» (1999)
- «Белоснежка на волшебном острове» (2000)
- «Белоснежка в пещере ужасов» (также «Белоснежка в пещере ловушек», 2001)
- «Белоснежка и привидение» (также «Белоснежка и привидения», 2002)
- «Белоснежка и робот Хрустальное Сердце» (2003)
- «Белоснежка и маленький эльф» (2004)
- «Белоснежка и король Грозовая Туча» (2004)
- «Белоснежка и серебряный ёжик» (2008)
- «Белоснежка и меч старого колдуна» (2010)
- «Белоснежка и золотая пчела» (2010)
- «Белоснежка и принцесса Углиана» (2010)

### Цикл повестей: «Приключения Кота в сапогах и шляпе» (в соавторстве сГ. Сапгиром)
- пьеса «Кот в сапогах» (1977)
- «Кот в сапогах и людоед» (1997)
- «Кот в сапогах ищет клад» (1998)
- «Кот в сапогах и великан» (1999)

### Отдельные произведения в прозе
- «Кто лучше?» (1957)
- «Удивительные приключения мальчика без тени и тени без мальчика» (1962)
- «Неизвестный с хвостом» (1963)
- «Сказка о жадном мальчишке» (1965)
- «Сказка о ленивой девочке Маше» (1965)
- «Сказка о ветре в безветренный день» (1967, в другой редакции — «Пока бьют часы»)
- «Не буду просить прощения» (1968)
- «Лоскутик и Облако» (1972)
- «На старом чердаке» (1974)
- «Мой приятель-светофор»: Сказка для маленьких с картинкой и игрой (1975)
- «Оставь окно открытым» (1978, также «Приключения Веснушки» или «Сыщик в одном башмаке»)
- «Босая принцесса» (2002)
- «Клад под старым дубом» (2002)
- «Королевство Семи озер» (2004)
- «Девочка-свеча» (2006)
- «Тайна Хрустального замка» (2006)
- «Замок Чёрной Королевы» (2007)
- «Тайна железного дерева» (2010)
- роман «Кольцо призрака» (2012)
- роман «Прайд» (2014, в соавторстве с Олегом Поповичем)
- «Франкенштейн» и другие страшные истории (2019)

## Фильмография

### Художественные фильмы
- 1970 — «Приключения жёлтого чемоданчика»
- 1976 — «Пока бьют часы» (по мотивам двух сказок «Пока бьют часы» и «Глазастик и ключ-невидимка»).
- 1983 — «Без свидетелей» (по пьесе «Разговор без свидетеля»).

### Мультфильмы
- 1963 «Следопыт»
- 1968 «Самый большой друг»
- 1969 «Великие холода»
- 1973 «Часы с кукушкой»
- 1974 «Зелёная пилюля»
- 1976 «Сказка о жадности»
- 1977 «Лоскутик и Облако»
- 1978 «Маша больше не лентяйка»
- 1978 «Мой приятель светофор»
- 1984 «Ученик волшебника»
- 1985 «Остров капитанов»
- 1987 «Волшебные колокольчики»